# Charli D'Amelio
Charli Grace D'Amelio (Norwalk, 1º maggio 2004) è una ballerina e tiktoker statunitense.
Professionista nel settore della danza prima di iniziare sui social media, dalla fine del 2019 inizia a realizzare e postare attivamente contenuti su TikTok, in particolare video di performance coreografiche abbinate a canzoni di tendenza. Raccoglie in breve tempo un grande seguito, divenendo l'utente più seguita su TikTok per circa due anni e mezzo. 
Il 23 giugno 2022 viene superata dall'italiano Khaby Lame, scendendo al secondo posto tra i tiktoker più seguiti.
Nel 2020 debutta al cinema come doppiatrice con il film d'animazione StarDog and TurboCat, mentre nel 2021 è protagonista del reality Hulu, The D'Amelio Show. Inoltre, tra le sue attività troviamo un libro, un podcast, una collezione di smalti e una linea di trucco. È il primo utente TikTok a raggiungere i 50 milioni di follower, e in seguito i 100 milioni, e la seconda, secondo Forbes, tra i tiktoker con più guadagni nel 2019 (preceduta da Addison Rae). Sempre Forbes l'ha inserita nella lista degli under 40 più influenti al mondo.

## Biografia

### Formazione
Di origini italiane, nacque il 1º maggio 2004 a Norwalk, in Connecticut, da Marc D'Amelio, ex candidato repubblicano al Senato del Connecticut, e imprenditore tessile, e da Heidi D'Amelio, fotografa ed ex modella. Ha una sorella maggiore di tre anni, Dixie D'Amelio. Charli ha iniziato a ballare sul tavolo di casa all'età di tre anni. In precedenza ha frequentato in presenza la King School, per poi iniziare a frequentare la scuola soltanto da remoto in seguito al successo ottenuto su TikTok.

### Debutto su TikTok e successo (2019)
Ha postato per la prima volta su TikTok nel maggio 2019 con un video di lip syncing insieme ad un'amica. Il suo primo video a guadagnare notorietà, di tipo side-by-side (noto sulla piattaforma anche come "duetto"), è stato realizzato in collaborazione con l'utente "Move With Joy", e pubblicato nel luglio 2019. Da allora, la sua produzione consiste principalmente in video nei quali balla con un sottofondo di canzoni di tendenza. Nell'ottobre 2019 ha prodotto un video eseguendo una danza chiamata "Renegade" con in sottofondo la canzone di K Camp, Lottery, divulgato sui social media, sebbene sia stata anche falsamente riconosciuta come la coreografa e l'inventrice della danza, ed indicata, dagli utenti di TikTok, come "CEO di Renegade". A seguito di un articolo del New York Times, secondo il quale a creare la danza fosse stata in realtà la ballerina Jalaiah Harmon, la D'Amelio ha ricevuto commenti negativi online per non aver accreditato la creazione della coreografia alla Harmon, il che l'ha spinta ad essere più corretta. Nel novembre 2019, insieme alla sorella Dixie, si è unita all'associazione di contenuti collaborativi di TikTok, The Hype House.
Alla fine del 2019, l'ex dirigente della Sony Music, Barbara Jones, ha firmato con la D'Amelio, per la sua società di gestione, Outshine Talent, mentre nel gennaio 2020 viene scritturata dall'United Talent Agency insieme al resto della sua famiglia. La cantante Bebe Rexha ha invitato la D'Amelio ad esibirsi al suo fianco durante la performance di apertura per i Jonas Brothers nel novembre 2019. Lo stesso mese ha iniziato a postare sul suo omonimo canale vlog su YouTube.

### Approdo su altri media (2020-presente)
Nel febbraio 2020 è apparsa, insieme ad altre celebrità, in uno spot del Super Bowl per la ditta di snack, Sabra Hummus. È stata anche invitata al Super Bowl LIV per organizzare una sfida di ballo su TikTok per celebrare la performance dell'halftime show eseguita da Jennifer Lopez. Nel marzo 2020 lei e la sorella collaborarono con l'UNICEF per una campagna anti-bullismo, partecipando anche allo speciale televisivo di Nickelodeon, #KidsTogether: The Nickelodeon Town Hall, condotto da Kristen Bell. Nello stesso mese, ha collaborato con la Procter & Gamble per contribuire alla sfida, #DistanceDance su TikTok con l'obiettivo di incoraggiare la distanza sociale durante la pandemia di COVID-19, ottenendo il plauso del governatore dell'Ohio Mike DeWine. Per il suo coinvolgimento nella campagna, è stata nominata per uno Streamy Award nella categoria "Social Good". Nel frattempo è anche diventata l'utente TikTok più seguita, soppiantando la personalità americana dei social media, Loren Gray, nonché il primo utente di TikTok a guadagnare 50 milioni di follower. La D'Amelio nell'aprile 2020, è apparsa nello speciale televisivo della ABC, The Disney Family Singalong, durante il canto di We're All In This Together dal film musical del 2006 High School Musical, accanto al cast originale del film.
Nel maggio 2020, sempre lei e sua sorella hanno annunciato un accordo per la realizzazione di un podcast con la Ramble Podcast Network. Entrambe vennero scelte per partecipare allo speciale televisivo, Graduate Together: America Honors the High School Class of 2020, con la presenza di altre celebrità e condotto da LeBron James. Le sorelle hanno poi lasciato The Hype House:
(Manager delle sorelle D'Amelio, a The Hollywood Reporter)
Ha inoltre interpretato il personaggio di Tinker nel film d'animazione per bambini, StarDog and TurboCat, uscito negli USA 2019, segnando il suo primo ruolo in un lungometraggio. Nel luglio 2020, al fine di promuovere la campagna, è diventata il volto della campagna "Jean Lab", promossa dal marchio di moda Hollister insieme a sua sorella, creando su TikTok anche una coreografia originale. Nello stesso mese, è diventata ambasciatrice del marchio di apparecchi Invisalign, mentre lei e sua sorella hanno collaborato con la Morphe Cosmetics nel lancio di Morphe 2, una innovativa linea di trucco. Nell'agosto del 2020, Charli e Dixie hanno anche lanciato una collezione di smalti chiamata Coastal Craze con Orosa Beauty. In un'intervista del luglio 2020 rilasciata con Dixie, è stato confermato che l'Industrial Media stava producendo un reality show sulla famiglia D'Amelio.
Nel rapporto dell'agosto 2020, pubblicato da Forbes, si rivela che la D'Amelio ha guadagnato circa 4 milioni di dollari nell'anno precedente grazie ai suoi numerosi accordi di sponsorizzazione e merchandising, rendendola la seconda star di TikTok più pagata dietro Addison Rae. Dunkin' Donuts ha incluso nel menu una bevanda zuccherata in edizione speciale dedicata alla D'Amelio chiamata "The Charli", lanciata il 9 settembre 2020. Insieme alla sorella D'Amelio ha disegnato delle felpe in pile in edizione limitata per la Hollister, uscite a settembre 2020. Più tardi è unita a Triller, piattaforma rivale di TikTok, anticipando la possibilità di un potenziale divieto USA su TikTok. Ha anche realizzato un'apparizione nel video musicale di Jennifer Lopez e Maluma per i loro singoli "Pa' Ti + Lonely" creando una sfida di ballo (la #PaTiChallenge) per la canzone, come parte di una campagna di raccolta fondi organizzata dagli stessi cantanti. D'Amelio è entrata nel Guinness World Record del 2021 per aver ottenuto il maggior numero di seguaci su TikTok. Quel mese è stata nominata per tre premi, tra cui il Creatore dell'anno, e al X° Streamy Awards, e ha collaborato con il servizio di mobile banking Step per una campagna promozionale poco dopo il suo lancio, diventando lei stessa un'investitrice e testimonial un mese più tardi.
Nel novembre 2020, dopo solo dieci mesi di attività impegnata, la D'Amelio è diventata la prima persona a guadagnare 100 milioni di follower su TikTok, battendo il suo precedente record e stabilendo così un nuovo primato mondiale. Si è anche guadagnata una nomination come Social Star al 46° People's Choice Awards. La D'Amelio, nel dicembre 2020, ha pubblicato il suo primo libro, Semplicemente Charli. Sogna in grande ma resta chi sei! . Nel maggio 2021, lei e sua sorella hanno co-creato il marchio di abbigliamento Social Tourist di Hollister, collaborando con la Simmons Bedding Company per progettare e lanciare il materasso Charlie & Dixie for Simmons. Nel 2021 la D'Amelio è stata protagonista insieme alla sua famiglia della docuserie Hulu The D'Amelio Show, la cui prima puntata è stata trasmessa il 3 settembre, e con sua sorella Dixie nella serie reality Snap Originals Charli vs. Dixie.

## Filmografia
Programmi TV
- The D'Amelio Show, docu-serie (2021-in corso)
- Charli VS Dixie, programma TV (2021-in corso)
- Dancing with the Stars, programma Tv-concorrente/vincitrice (2022)

Doppiaggio
- StarDog & TurboCat, doppiatrice (2019)

## Discografia

### Singoli
- 2022 – if you ask me to